# Savasse
Savasse település Franciaországban, Drôme megyében. Lakosainak száma 1630 fő (2022. január 1.). Savasse Meysse, Rochemaure, Condillac, La Coucourde, Montélimar, Saint-Marcel-lès-Sauzet és Sauzet községekkel határos.

## Népesség
A település népessége az elmúlt években az alábbi módon változott:
| Lakosok száma | 793  | 1050 | 1089 | 1217 | 1372 | 1424 | 1444 | 1487 | 1536 | 1630 |
|               | 1968 | 1982 | 1990 | 2006 | 2013 | 2015 | 2017 | 2019 | 2020 | 2022 |